# Haplochromis sauvagei
Haplochromis sauvagei là một loài cá thuộc họ Cichlidae. Loài này có ở Kenya, Tanzania, và Uganda. Môi trường sống tự nhiên của chúng là hồ nước ngọt.